# Langhirano
Langhirano ist eine Kleinstadt mit 10.889 Einwohnern (Stand 31. Dezember 2023) in der Provinz Parma, Emilia-Romagna, Italien. 
Die Stadt liegt etwa 15 Kilometer südlich von Parma am Fluss Parma.
Der Ort ist Hauptort der Herstellung von Parmaschinken.

## Sehenswürdigkeiten
- Castello di Castrignano im Ortsteil Castrignano.

## Sport
Langhirano war zweimal Etappenziel beim Giro d’Italia.
- 29. Mai 1990: 9. Etappe, Sieger Vladimir Pulnikov
- 4. Juni 1991: 10. Etappe, Einzelzeitfahren, Sieger Gianni Bugno